# Buncton
Buncton er en lille landsby i distriktet Horsham, West Sussex i England. Det er en del af civil parish Wiston knap 1 km mod nord. Det ligger øst for hovedvejen A24, 18 km syd for Horsham og 10 km nordvest fra Shoreham-by-Sea.
Buncton har eksisteret som bebyggelse i omkring 1000 år. Den nævnes i Domesday Book fra 1086, hvor den kaldes Bongetune. Dens oprindelse skal finde i herresæde, hvis land lå i to eksklaver i sognet Ashington i Rape of Bramber, der er en af de seks underdele i det historiske Sussex. Den middelalderlige herregård blev revet ned og erstattet af et nyt i 1600-tallet, som stadig står.
Den mest berømte bygning i Buncton er All Saints Church, der er en listed building af 1. grad. Den stammer fra 1000- eller 1100-tallet, og består hovedsageligt af flintesten og murbrokker med fragmenter af tegl, der er taget fra en tidligere romersk bygning, der har stået tæt ved. Kirken blev bygget af munk i den nærliggende Sele priory, og dele af stenene i All Saints Church har tegn på tidligere at være brugt i Sele. Kirken indeholdt en særlig udskæring, som nogle mente var et eksempel på sheela-na-gig, som blev ødelagt af hærværk i 2004.
Indtil 2007 var All Saints Church var en annekskirke i distriktet, underlagt St Mary's Church i Wiston, men herefter blev bygningerne status byttet om, så All Saints Church nu er sognekirke.
Buncton Tea Rooms (også kendt som Wiston Granary Tea Rooms) er et populært sted for lokale og turister om sommeren. Her findes høns, ænder og andet fjerkræ, der går omkring i haven blandt bordene.